# Yolanthe Sneijder-Cabau
Pour les articles homonymes, voir Sneijder et Cabau.
Yolanthe Sneijder-Cabau (née le 19 mars 1985 à Ibiza) est une actrice, mannequin et présentatrice de télévision hispano-néerlandaise.

## Biographie
Yolanthe est née sur l'île espagnole d'Ibiza. Son père, Xavier Cabau (1954-2007), était espagnol, et sa mère, Richarde van Kasbergen, est néerlandaise. Xavier Cabau était un riche entrepreneur connu sous le nom "King of Ibiza", il possédait plusieurs discothèques, restaurants et bars. L'enfance de Yolanthe en Espagne a été marquée des violences domestiques, après que son père ait connu des problèmes financiers et est devenu accro aux médicaments. Quand elle avait cinq ans, sa mère s'installe avec ses enfants dans son pays natal aux Pays-Bas. Elle a sept frères et sœurs, ainsi que cinq demi-frères et sœurs du second mariage de son père. À l'âge de 17 ans, Yolanthe se lance dans une carrière d'actrice,.
Le 17 juillet 2010, elle s'est mariée au footballeur néerlandais Wesley Sneijder.
Yolanthe est apparue dans des émissions de télévisions hollandaises, Snowfever en 2004 et Costa en 2005). De 2005 à 2008, elle a eu un rôle récurrent dans un feuilleton. En 2006, Yolanthe a joué dans un court-métrage, qui a été nommé à l'équivalent néerlandais d'un Academy Award.

## Filmographie

### Cinéma
- 2004 : Snowfever : Brenda
- 2006 : Complexx : Lianne
- 2006 : Turkse chick : Dilara
- 2009 : Het geheim van Mega Mindy : Miss Volta
- 2013 : No Pain No Gain (Pain and Gain) : fille de la salle de sport
- 2015 : Kidnapping Mr. Heineken de Daniel Alfredson : l'une des jolies filles
- 2015 : Popoz: Sasha
- 2019 : F*ck de liefde : Bo
- 2021 : Just Say Yes: Lotte

### Télévision
- 2002-2008 : Onderweg naar morgen : Julia Branca
- 2004 : Het glazen huis
- 2005 : Costa!'
- 2006 : Sprint!'
- 2009 : Voetbalvrouwen : Kate de Witte
- 2010 : Flikken Maastricht : Elke
- 2019 : DNA : Lara Noorte